# Garfield (Kansas)
Pour les articles homonymes, voir Garfield.
Garfield est une municipalité américaine située dans le comté de Pawnee au Kansas. Lors du recensement de 2010, sa population est de 190 habitants.

## Géographie
Garfield est une communauté rurale du centre est du Kansas, à proximité des rives de l'Arkansas.
La municipalité s'étend en 2010 sur une superficie de 0,54 mille carré (1,4 km2).

## Histoire
Camp Criley est fondé en 1872 pour des ouvriers du Santa Fe Railroad. Il porte alors nom de J. D. Criley qui dirige la construction du chemin de fer.
L'année suivante, le bourg est renommé en l'honneur du futur président James A. Garfield, ; de nombreux pionniers sont alors originaires d'une partie de l'Ohio dont Garfield est le représentant.

## Démographie
Selon l'American Community Survey de 2018, environ 98 % de la population de Garfield est blanche et parle l'anglais à la maison. Le reste de la population est asio-américaine. Son âge médian de 53 ans est supérieur de 15 ans à la moyenne nationale.
Le revenu médian par foyer à Garfield est de 42 000 dollars, largement inférieur à celui du Kansas (57 422 dollars) et des États-Unis (60 293 dollars). Garfield connaît ainsi un taux de pauvreté plus important, à 18,3 % contre 12 % dans l'État et 11,8 % à l'échelle nationale,.